# Gheorghe Lazurievski
Gheorghe Lazurievski (n. 1906 – d. 1987) a fost un specialist moldovean în chimia compușilor naturali, care a fost ales ca membru titular al Academiei de Științe a Moldovei.
La data de 1 august 1961, a fost ales ca membru titular al Academiei de Științe a RSSM. Între anii 1963-1969 a îndeplinit funcția de secretar științific general, apoi în perioada 1968-1972 pe cea de vicepreședinte al Academiei de Științe din RSS Moldovenească.
Gheorghe Lazurievski a încetat din viață în anul 1976.